# Myriophyllum heterophyllum
Myriophyllum heterophyllum är en slingeväxtart som beskrevs av André Michaux. Myriophyllum heterophyllum ingår i släktet slingor, och familjen slingeväxter. Inga underarter finns listade i Catalogue of Life.

## Bildgalleri

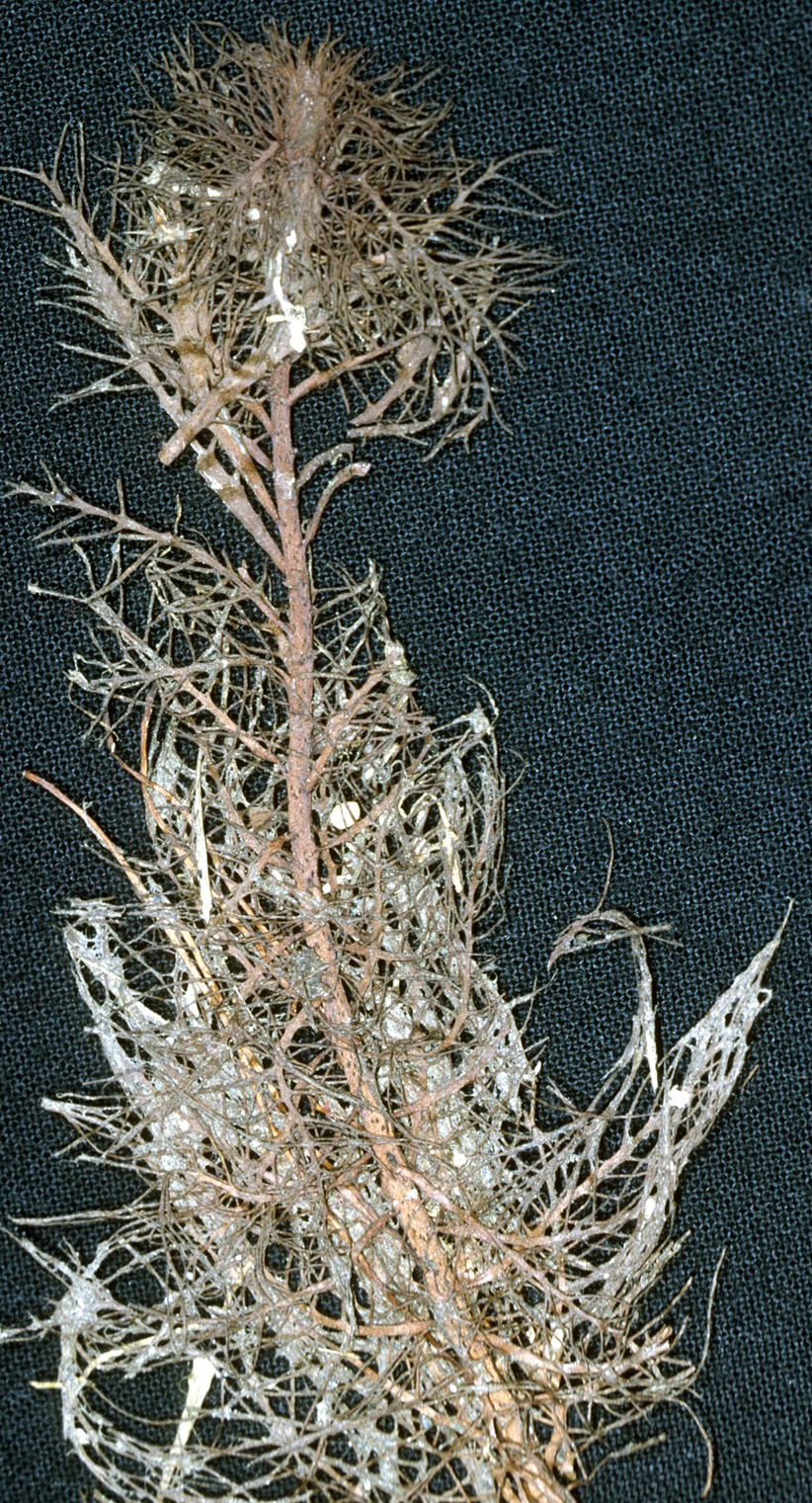
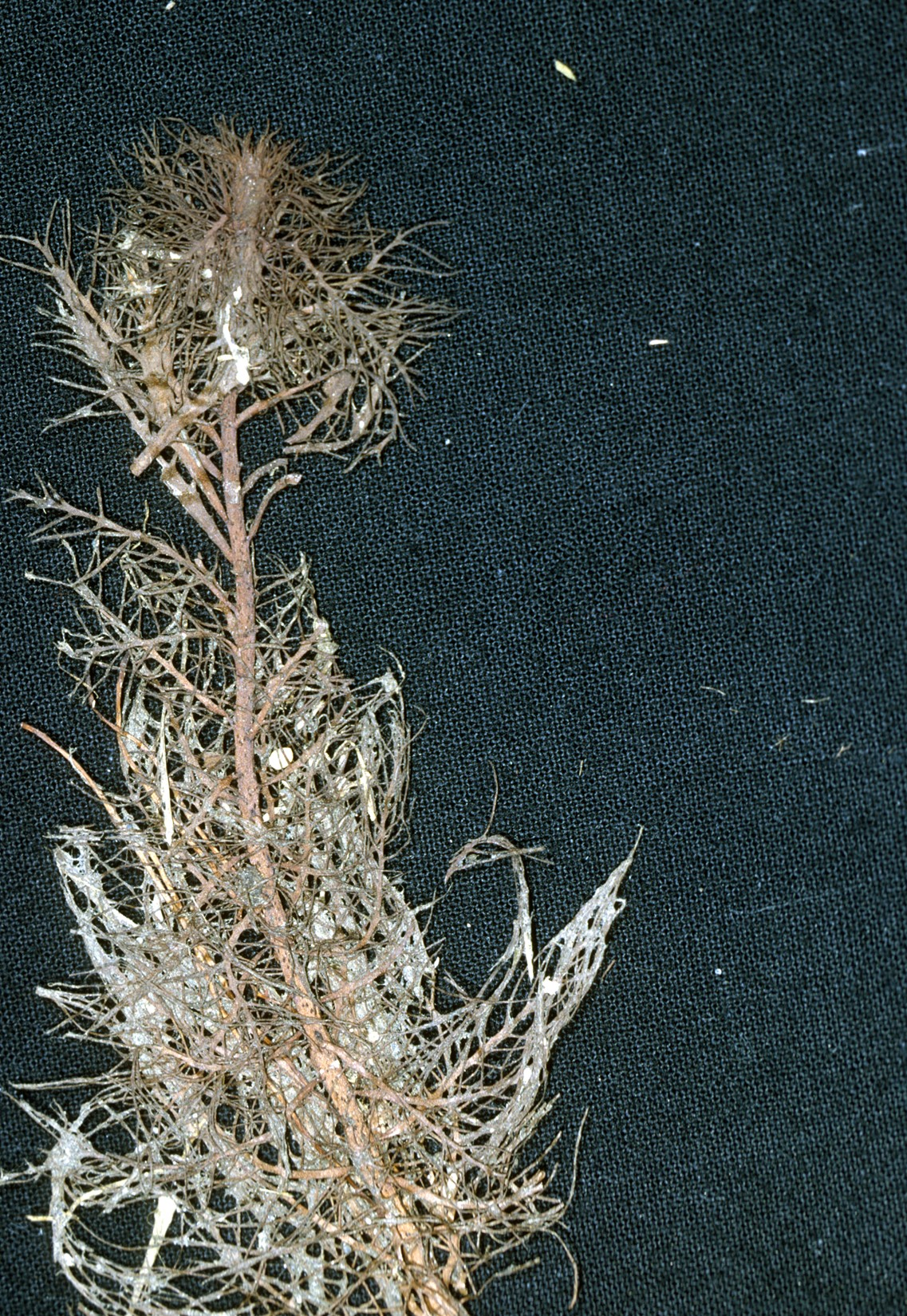